# Superman (phim 2025)
Superman là bộ phim siêu anh hùng năm 2025 của Hoa Kỳ dựa trên nhân vật cùng tên của DC Comics. Phim do DC Studios sản xuất và được Warner Bros. Pictures phân phối. Đây là phần phim đầu tiên của Vũ trụ DC (DCU) và đồng thời cũng là bộ phim tái khởi động của loạt phim về Superman. Bộ phim do James Gunn đồng đạo diễn kiêm biên kịch với sự tham gia diễn xuất chính của David Corenswet trong vai diễn Clark Kent / Superman, bên cạnh các ngôi sao khác bao gồm Rachel Brosnahan, Isabela Merced, Edi Gathegi, Nathan Fillion, Anthony Carrigan, María Gabriela de Faría, Sara Sampaio, Skyler Gisondo, Nicholas Hoult, Terence Rosemore và Wendell Pierce. Bộ phim này kể về hành trình của Superman để hòa trộn giữa di sản ngoài hành tinh trong người anh với gia đình loài người mà anh đã khám phá.
Quá trình phát triển phần hậu truyện của bộ phim đầu tiên thuộc Vũ trụ Mở rộng DC (DCEU), Người đàn ông thép (2013), bắt đầu vào tháng 9 năm 2014 với Henry Cavill được dự kiến quay trở lại với vai diễn của mình. Tuy nhiên, kế hoạch đã bị thay đổi sau những vấn đề trong quá trình sản xuất của Liên minh Công lý (2017) và phần tiếp theo của Người đàn ông thép đã không được tiến hành vào tháng 5 năm 2020 như dự định. Vào tháng 8 năm 2022, có thông tin về việc Gunn đã bắt đầu thực hiện một bộ phim về Superman mới. Vào tháng 9 cùng năm, anh đã trở thành đồng CEO của DC Studios bên cạnh nhà sản xuất Peter Safran và họ đã bắt đầu sáng lập lại một vũ trụ DC mới. Gunn đã công bố rằng anh đang chấp bút cho kịch bản của một phần phim về Superman vào tháng 12. Tựa đề Superman: Legacy được tiết lộ vào tháng 1 năm 2023 và Gunn cũng xác nhận rằng anh chỉ đạo bộ phim vào tháng 3; bên cạnh thông tin về việc Corenswet và Brosnahan tham gia vào dàn diễn viên của phim vào tháng 6. Bộ phim chính thức lấy tên Superman vào cuối tháng 2 năm 2024 khi quá trình quay phim bắt đầu tại Na Uy và dự kiến kéo dài đến tháng 8 tại Trilith Studios ở Atlanta và Macon, Georgia cũng như là Ohio. Bộ phim đặc biệt lấy cảm hứng từ đầu truyện All-Star Superman (2005–2008) của bộ đôi tác giả Grant Morrison và Frank Quitely.
Superman được công chiếu tại các rạp ở Hoa Kỳ vào ngày 11 tháng 7, 2025. Đây là một phần của Chapter One: Gods and Monsters thuộc DCU.

## Tiên đề
Bộ phim kể về hành trình của Clark Kent / Superman nhằm hòa trộn di sản người Kryptonian trong anh với gia đình loài người mà anh được nhận nuôi tại Smallville, Kansas.

## Diễn viên
- David Corenswet thủ vai Clark Kent / Superman:
Người sống sót còn lại của chủng tộc Kryptonian và đồng thời cũng là một nhà báo tại tòa soạn Daily Planet của thành phố Metropolis.[2][3] Đạo diễn James Gunn đã chia sẻ rằng phiên bản Superman trong bộ phim này có độ tuổi khoảng 25 và điều đó khiến phiên bản này trở nên thu hút hơn so với phiên bản của Tom Welling từ bộ phim truyền hình Smallville (2001–2011) nhưng vẫn trẻ hơn so phiên bản thuộc Vũ trụ Mở rộng DC (DCEU) của Henry Cavill.[4] Nhà sản xuất Peter Safran đã miêu tả về phiên bản Superman của phần phim này là "hiện thân của sự thật và công lý cũng như là đường lối của người Mỹ; anh ấy là một người tử tế trong một thế giới mà xem lòng tốt là một điều lỗi thời".[5]
- Rachel Brosnahan thủ vai Lois Lane: Một phóng viên của tờ Daily Planet và đồng thời cũng là đồng nghiệp thân thiết của Clark Kent.[3][6] Brosnahan đã mô tả nhân vật Lane của mình là một người "thông minh dữ dội" và nóng nảy.[7]
- Isabela Merced thủ vai Hawkgirl:
Một siêu anh hùng với đôi cánh và nhiều vũ khí cận chiến. Chiều cao 1m55 của Merced đã khiến cô trở nên khác biệt so với các nhân vật siêu anh hùng khác trong DCU.[8] Merced cũng chia sẻ rằng vai diễn Anya Corazon / Araña từ bộ phim Madame Web thuộc Vũ trụ Người Nhện của Sony (SSU) đã giúp cô chuẩn bị nhiều thứ để thủ vai Hawkgirl, mặc dù trong quá trình phỏng vấn, cô đã không nói với những nhà làm phim của Superman về vai diễn này để tránh trường hợp họ không muốn cô tham gia cả hai vai diễn siêu anh hùng cùng lúc.[9]
- Edi Gathegi thủ vai Michael Holt / Mister Terrific: Một siêu anh hùng kiêm nhà phát minh[8]
- Nathan Fillion thủ vai Guy Gardner / Green Lantern:
Một người giữ gìn hòa bình cho thiên hà được mài dũa kỹ càng của Green Lantern Corps. Bộ phim giữ nguyên hình tượng với "kiểu đầu bowl cut biểu tượng" từ truyện tranh của nhân vật này. Fillion trước đây đã từng thủ vai nhân vật Cory Pitzner / T.D.K. (The Detachable Kid) trong phần phim Suicide Squad: Điệp vụ cảm tử (2021) thuộc DCEU của Gunn.[8]
- Anthony Carrigan thủ vai Rex Mason / Metamorpho:
Một nhà khảo cổ học và đồng thời cũng là một siêu anh hùng với khả năng "chuyển đổi các yếu tố trong cơ thể thành các dạng vật chất khác nhau".[10] Carrigan đã nói rằng anh cảm thấy rất hào hứng khi có thể thủ vai một nhân vật siêu anh hùng sau khi anh đảm nhận vai diễn phản diện của Người Dơi là Victor Zsasz trong bộ phim truyền hình Gotham (2014–2019). Anh cảm thấy rằng bản thân có thể mang đến "sự chân thật" cho vai diễn bằng việc so sánh mối lo ngại của Metamorpho về khả năng của mình với chứng rụng tóc mà nam diễn viên đang mắc phải.[11]
- María Gabriela de Faría thủ vai Angela Spica / The Engineer: Một thành viên của nhóm the Authority với các khả năng đến từ Công nghệ nano được tích hợp vào cơ thể của cô[12]
- Sara Sampaio thủ vai Eve Teschmacher: Trợ lý và đồng thời cũng là người yêu của Lex Luthor[13]
- Skyler Gisondo thủ vai Jimmy Olsen: Một nhiếp ảnh gia trẻ tuổi với tính cách trẻ con làm việc tại tòa soạn Daily Planet và đồng thời cũng là đồng nghiệp của Clark Kent[14]
- Nicholas Hoult thủ vai Lex Luthor:
Một doanh nhân và đồng thời cũng là kẻ thù không đội trời chung của Superman.[15][16] Hoult đã lấy cảm hứng từ phiên bản Lex Luthor của Michael Rosenbaum trong Smallville và tiếp tục được truyền thêm động lực để thực hiện các bài tập thể hình cho vai diễn của mình sau khi anh đọc đầu truyện All-Star Superman.[17]
- Terence Rosemore thủ vai Otis: Tay sai của Lex Luthor[18]
- Wendell Pierce thủ vai Perry White: Tổng biên tập của tờ Daily Planet[19]

Ngoài ra, phim còn có sự tham gia của Sean Gunn, em trai của James Gunn, trong vai diễn doanh nhân Maxwell Lord, và Milly Alcock trong vai em gái họ của Superman là Kara Zor-El / Supergirl.